# Hargrave (Northamptonshire)
Pour les articles homonymes, voir Hargrave.
Hargrave est une paroisse civile et un village du Northamptonshire, en Angleterre.